# سیارک ۳۵۱۳
سیارک ۳۵۱۳ (به انگلیسی: 3513 Quqinyue، نامگذاری:1965UZ) سه هزار و پانصد و سیزدهمین سیارک کشف شده‌است که در ۱۶ اکتبر ۱۹۶۵ کشف شد.
قدر مطلق سیارک برابر ۱۲٫۸۰ است.